# Luciola abdominalis
Luciola abdominalis är en skalbaggsart som beskrevs av E. Olivier 1886. Luciola abdominalis ingår i släktet Luciola och familjen lysmaskar. Inga underarter finns listade i Catalogue of Life.